# Episodi de Il cane di papà (sesta stagione)
La sesta stagione della serie televisiva Il cane di papà è stata trasmessa in anteprima negli Stati Uniti d'America dalla NBC tra il 25 settembre 1993 e il 21 maggio 1994.
| nº | Titolo originale                     | Titolo italiano | Prima TV USA      | Prima TV Italia |
| -- | ------------------------------------ | --------------- | ----------------- | --------------- |
| 1  | When the Rooster Dies                |                 | 25 settembre 1993 |                 |
| 2  | Bye-Bye, Baby... Hello (Part 1)      |                 | 2 ottobre 1993    |                 |
| 3  | Bye-Bye, Baby... Hello (Part 2)      |                 | 9 ottobre 1993    |                 |
| 4  | Mama Todd, the Sequel                |                 | 16 ottobre 1993   |                 |
| 5  | Mom's the Word                       |                 | 23 ottobre 1993   |                 |
| 6  | Diary of a Mad Housewife             |                 | 30 ottobre 1993   |                 |
| 7  | Mother Dearest                       |                 | 6 novembre 1993   |                 |
| 8  | No Volunteers, Please                |                 | 13 novembre 1993  |                 |
| 9  | Das Boob                             |                 | 20 novembre 1993  |                 |
| 10 | The Girl Who Cried Baby              |                 | 27 novembre 1993  |                 |
| 11 | Superbaby                            |                 | 11 dicembre 1993  |                 |
| 12 | Read All About It                    |                 | 18 dicembre 1993  |                 |
| 13 | Love a la Mode                       |                 | 8 gennaio 1994    |                 |
| 14 | What's a Mother to Do?               |                 | 15 gennaio 1994   |                 |
| 15 | Gesundeit                            |                 | 22 gennaio 1994   |                 |
| 16 | Under the Gun                        |                 | 29 gennaio 1994   |                 |
| 17 | Brotherly Shove                      |                 | 5 febbraio 1994   |                 |
| 18 | The Ballad of Shady Pines            |                 | 12 febbraio 1994  |                 |
| 19 | Hog Heaven                           |                 | 5 marzo 1994      |                 |
| 20 | Charley's Millions                   |                 | 8 marzo 1994      |                 |
| 21 | Half That Jazz                       |                 | 5 aprile 1994     |                 |
| 22 | The Devil and Dr. Weston             |                 | 9 aprile 1994     |                 |
| 23 | A Foreign Affair                     |                 | 16 aprile 1994    |                 |
| 24 | Lordy, Lordy, Landlordy              |                 | 23 aprile 1994    |                 |
| 25 | Best Friends                         |                 | 21 maggio 1994    |                 |
| 26 | Absence Makes the Nurse Grow Weirder |                 | 21 maggio 1994    |                 |